# Zbiory Sztuki we Włocławku
Zbiory Sztuki we Włocławku – jeden z pięciu oddziałów Muzeum Ziemi Kujawskiej i Dobrzyńskiej we Włocławku.

## Lokalizacja
Zbiory Sztuki mieszczą się w zabytkowym spichrzu przy ul. Zamczej 10/12, który został wybudowany w 1839.

## Historia
W 1981 spichlerz przekazano muzeum. W 1988 ukończono prace konserwatorskie i adaptacyjne do celów ekspozycyjnych i magazynowych, dobudowano do niego również część administracyjną.

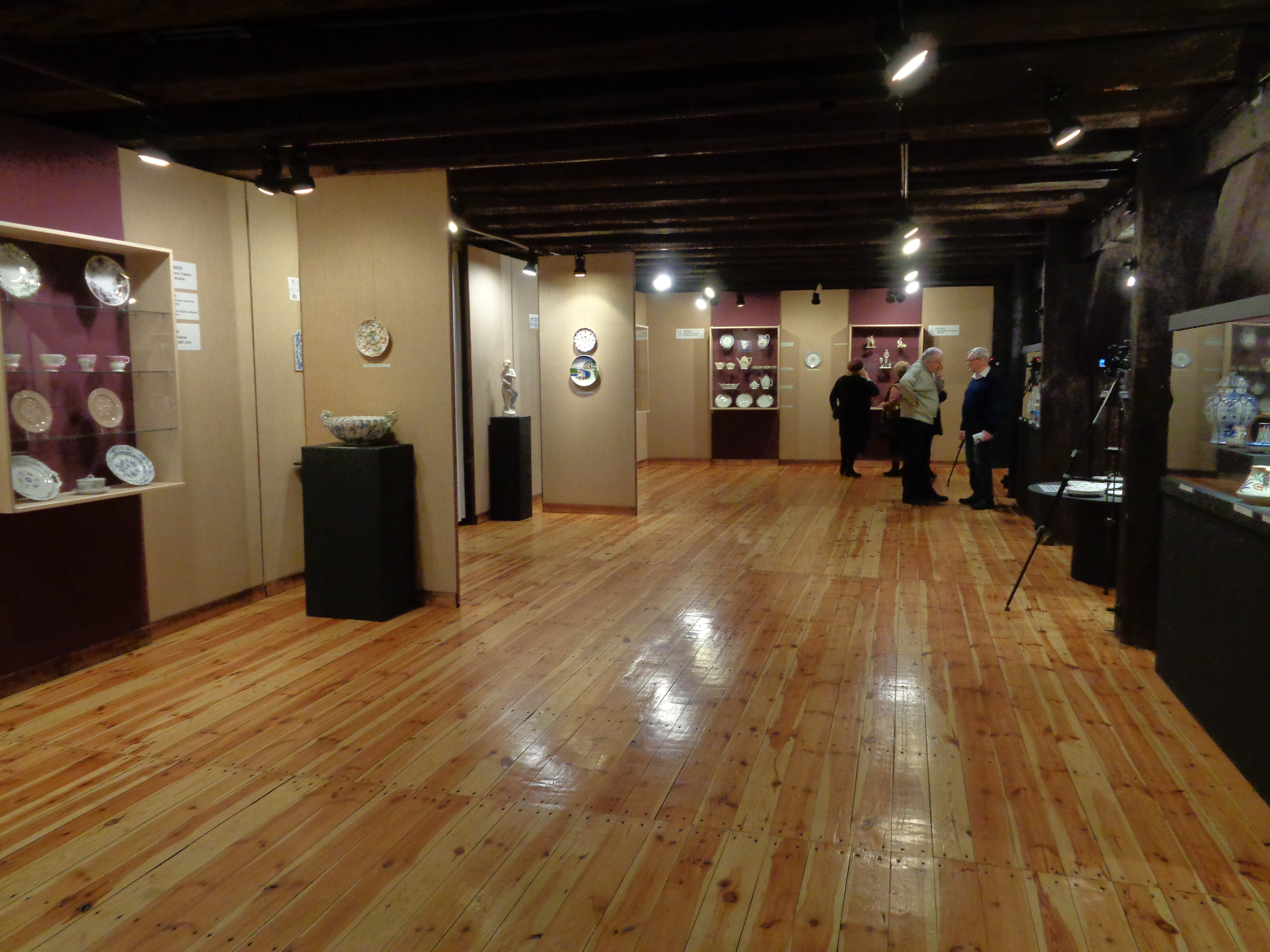
Wernisaż Wystawy zabytkowej porcelany i fajansu, Zbiory Sztuki przy ul. Zamczej

14 marca 1989 roku nastąpiło oficjalne otwarcie gmachu Zbiorów Sztuki w odrestaurowanych zabytkowym włocławskim spichlerzu (proj. arch. wnętrz: Antoni Bisaga) oraz udostępniono dwie ekspozycje stałe: „Rzeźba ceramiczna Stanisława Zagajewskiego” oraz „Życie i twórczość Wacława Bębnowskiego”. W 1990 Zbiory Sztuki otrzymały wyróżnienie Ministra Kultury i Sztuki w ramach ogólnopolskiego konkursu „Wydarzenie muzealne roku” za zorganizowanie wystaw stałych oraz udostępnienie gmachu do użytku publicznego.
Od 2012 do 2013 trwały prace remontowo-modernizacyjne budynku. Dokonano również kosmetycznych zmian na salach wystawowych. Odnowiono wystawę stałą poświęconą Stanisławowi Zagajewskiemu, ekspozycje wzbogacono o multimedialne zbiory prezentujące filozofię artysty.

## Ekspozycje
Zbiory Sztuki prezentują dwie wystawy stałe ważnych włocławskich artystów:
- Rzeźba ceramiczna Stanisława Zagajewskiego (1927–2008) – ekspozycja prezentuje twórczość artysty od 1963 r., m.in. kolekcje rzeźb wolno stojących, przyścienne maski wykonane w glinie oraz kompozycje ceramiczne zw. ołtarzami.
- Życie i twórczość Wacława Bębnowskiego (1865–1945) – wystawa obejmuje m.in. rzeźby portretowe, sakralne, pejzaże, rysunki, szkice oraz pamiątki i fotografie dokumentujące życie artysty[5].